# Laer
Laer (gesprochen [laːr] mit Dehnungs-e, plattdeutsch Laor) ist eine Gemeinde im Kreis Steinfurt im Norden Nordrhein-Westfalens.

## Geographie

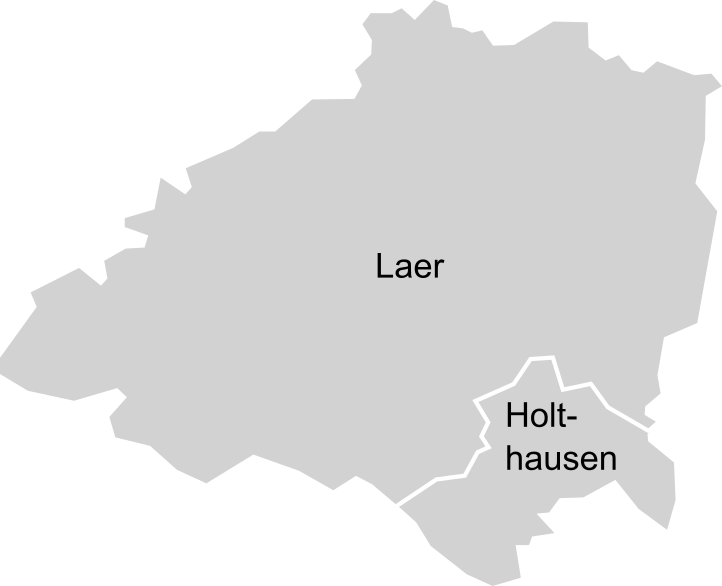
Ortsteile von Laer

Die Gemeinde Laer liegt 25 km nordwestlich von Münster.
Laer grenzt an Horstmar im Westen, Steinfurt im Norden, Altenberge im Osten, Billerbeck und Rosendahl im Süden.
Die Gemeinde Laer besteht aus den Ortsteilen Laer und Holthausen.
Holthausen liegt etwa zwei Kilometer südlich von Laer und hat um die 600 Einwohner.

## Geschichte
Erstmals wurde Laer 1134 n. Chr. in einer Urkunde von Bischof Werner erwähnt. Im Jahr 1485 wurde mit dem Bau der Bartholomäuskirche begonnen.
Henrich Valck legte im Jahr 1485 den ersten Stein der Pfarrkirche in Laer (Kreis Steinfurt). Der Satz, „IN´T JOER 1484 UN EEN LAG HENRICH VALCK DEN EERSTEN STEEN“, ist für jedermann, in der Turmhalle der Pfarrkirche in Laer, sichtbar.
Im spanisch-niederländischen Krieg wurden 1592 Laer, Borghorst und Leer von den Spaniern geplündert.
Bis 1803 gehörte der Ort zum Amt Horstmar des Hochstifts Münster. Im Reichsdeputationshauptschluss fiel das Amt Horstmar und damit der Ort Laer an die Grafschaft Salm-Horstmar. 1806 kam Laer zum Großherzogtum Berg und gehörte von 1811 bis 1813 zu Frankreich. Aufgrund der auf dem Wiener Kongress getroffenen Vereinbarungen wurde Laer 1815 preußisch. 1841 wurde das Amt Laer geschaffen, zu dem die Gemeinden Laer und Holthausen gehörten.
Am 1. Juli 1969 wurde das Amt Laer aufgehoben und die amtsfreie Gemeinde Laer wurde gebildet; die Nachbargemeinde Holthausen wurde freiwillig eingegliedert.
Weil die Schreibweise des Ortsnamens mit ae schon den vor 1996 geltenden Regeln widersprach, wurde sie entsprechend einer Empfehlung des Ständigen Ausschusses für geographische Namen nicht geändert.

## Religion
Etwa 55 % der 7.118 Bewohner (Stand: 31. Dezember 2023) sind römisch-katholisch, weitere knapp 12 % sind evangelisch. Über 33 % gehören keiner organisierten Religion an bzw. machten keine Angaben.

## Politik

### Gemeinderat
Die Stimmenanteile und Sitzverteilung im Rat nach den Kommunalwahlen seit 2009 zeigt die Tabelle.
| Partei/Liste    | 2020    | 2020    | 2014    | 2014    | 2009    | 2009    |
| Partei/Liste    | %       | Sitze   | %       | Sitze   | %       | Sitze   |
| --------------- | ------- | ------- | ------- | ------- | ------- | ------- |
| CDU             | 50,50   | 11      | 39,59   | 8       | 39,98   | 10      |
| GRÜNE           | 22,49   | 4       | 16,67   | 3       | 18,73   | 4       |
| SPD:            | 18,09   | 3       | 23,18   | 4       | 18,36   | 4       |
| FDP             | 8,91    | 2       | 9,62    | 2       | 14,86   | 4       |
| UBG1            | –       | –       | 7,98    | 2       | 8,07    | 2       |
| Einzelbewerber  | –       | –       | 2,96    | 1       | –       | –       |
| Wahlbeteiligung | 69,72 % | 69,72 % | 65,55 % | 65,55 % | 66,15 % | 66,15 % |

### Bürgermeister
Hauptamtliche Bürgermeister:
- 1999–2009: Hans-Jürgen Schimke (Bündnis 90/Die Grünen)
- 2009–2015: Detlev Prange (parteilos)
- 2015–2019: Peter Maier (parteilos, gemeinsamer Kandidat von SPD und FDP)
- seit 2020: Manfred Kluthe (parteilos)

Bei der Bürgermeisterwahl am 27. September 2015 wurde Peter Maier mit 61,5 % der Stimmen gewählt. Sein Gegenkandidat, der bisherige Amtsinhaber Detlev Prange, erhielt 38,5 % der Stimmen. Peter Maier trat sein Amt am 21. Oktober 2015 an.
Wegen seiner umstrittenen Amtsführung als Bürgermeister leitete der Gemeinderat im August 2019 mit einer Zweidrittelmehrheit aus CDU, Grünen, UBG und zwei fraktionslosen Ratsmitgliedern ein Abwahlverfahren gegen Maier ein. Am 10. November 2019 stimmten die Bürger Laers mit 60,03 % der Stimmen für die Abwahl Maiers als Bürgermeister. Er schied am 12. November 2019 aus dem Amt.

### Wappen
| Wappen der der Gemeinde Laer | Blasonierung: „In Gold (Gelb) ein auffliegender schwarzer, silbern (weiß) bewehrter Falke.“ |
| Wappen der der Gemeinde Laer | Wappenbegründung: Der Gemeinde Laer ist mit Urkunde des Regierungspräsidenten in Münster vom 5. März 1970 das Recht zur Führung eines Wappens und eines Dienstsiegels verliehen worden, ferner wurde der Gemeinde mit Urkunde vom 28. November 1983 das Recht zur Führung einer Flagge und eines Banners verliehen. Das Wappen entstammt der im 18. Jahrhundert ausgestorbenen westfälischen Adelsfamilie von Valcke. Sie war mehrere Jahrhunderte in Laer ansässig. |

### Flagge und Banner
|  | 00Hissflagge: „Die Flagge ist gelb-schwarz geteilt mit dem Wappen in der Mitte.“ |

|  | 00Banner: „Das Banner ist gelb-schwarz gespalten; in der oberen Hälfte das Wappen der Gemeinde.“ |

### Gemeindepartnerschaften
- Badersleben, Sachsen-Anhalt
- Guénange, Frankreich

## Kultur und Sehenswürdigkeiten

### Museen

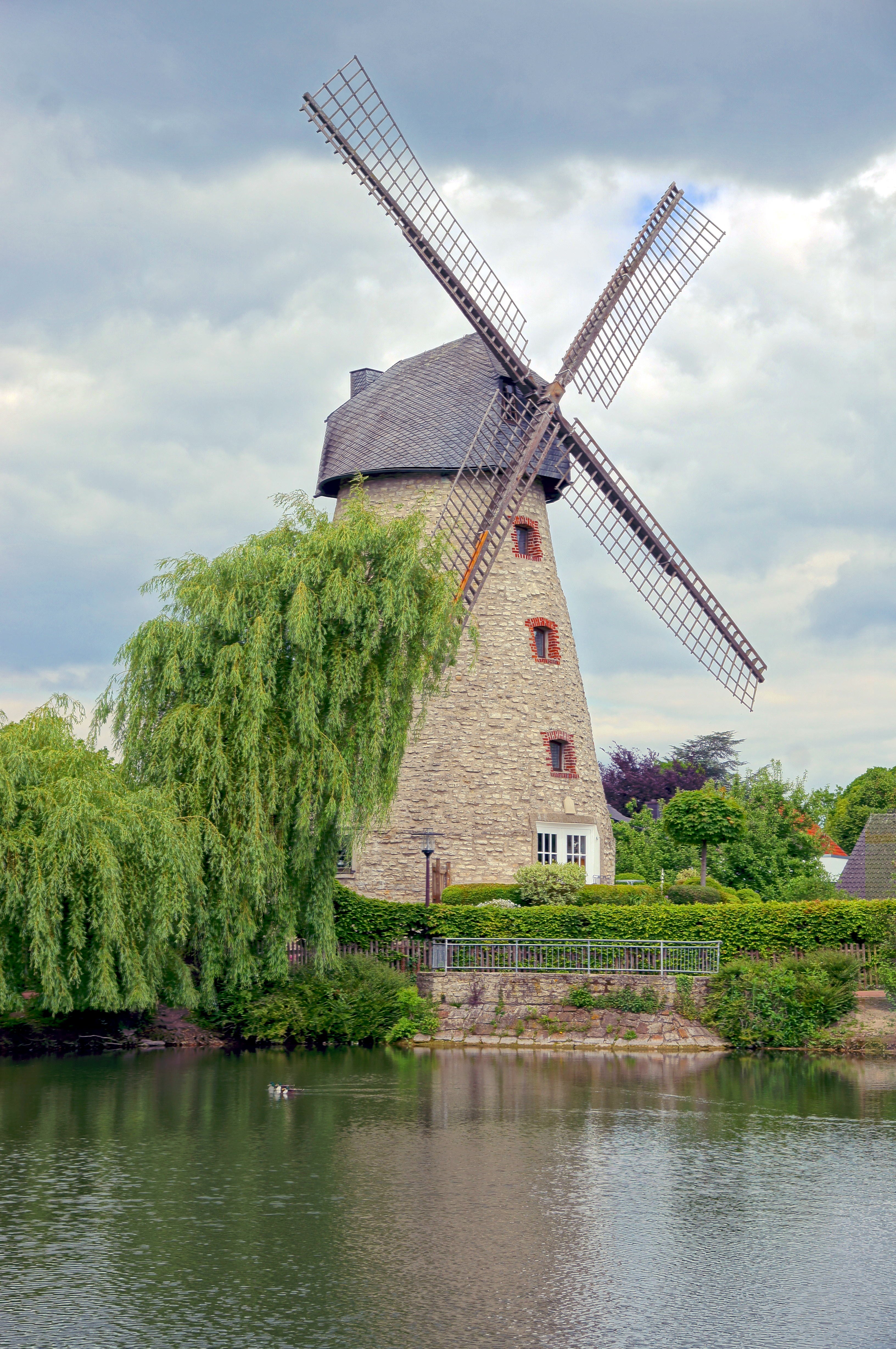
Rathausteich mit Windmühle

Im Holskenmuseum kann man dem Holzschuhmacher über die Schultern schauen. Im Museum wird gezeigt, wie der Holzschuhmachermeister mit seiner Familie wohnte und arbeitete und wie Holzschuhe aus verschiedenen Holzarten in ortstypischen Formen hergestellt und verkauft wurden.

### Bauwerke

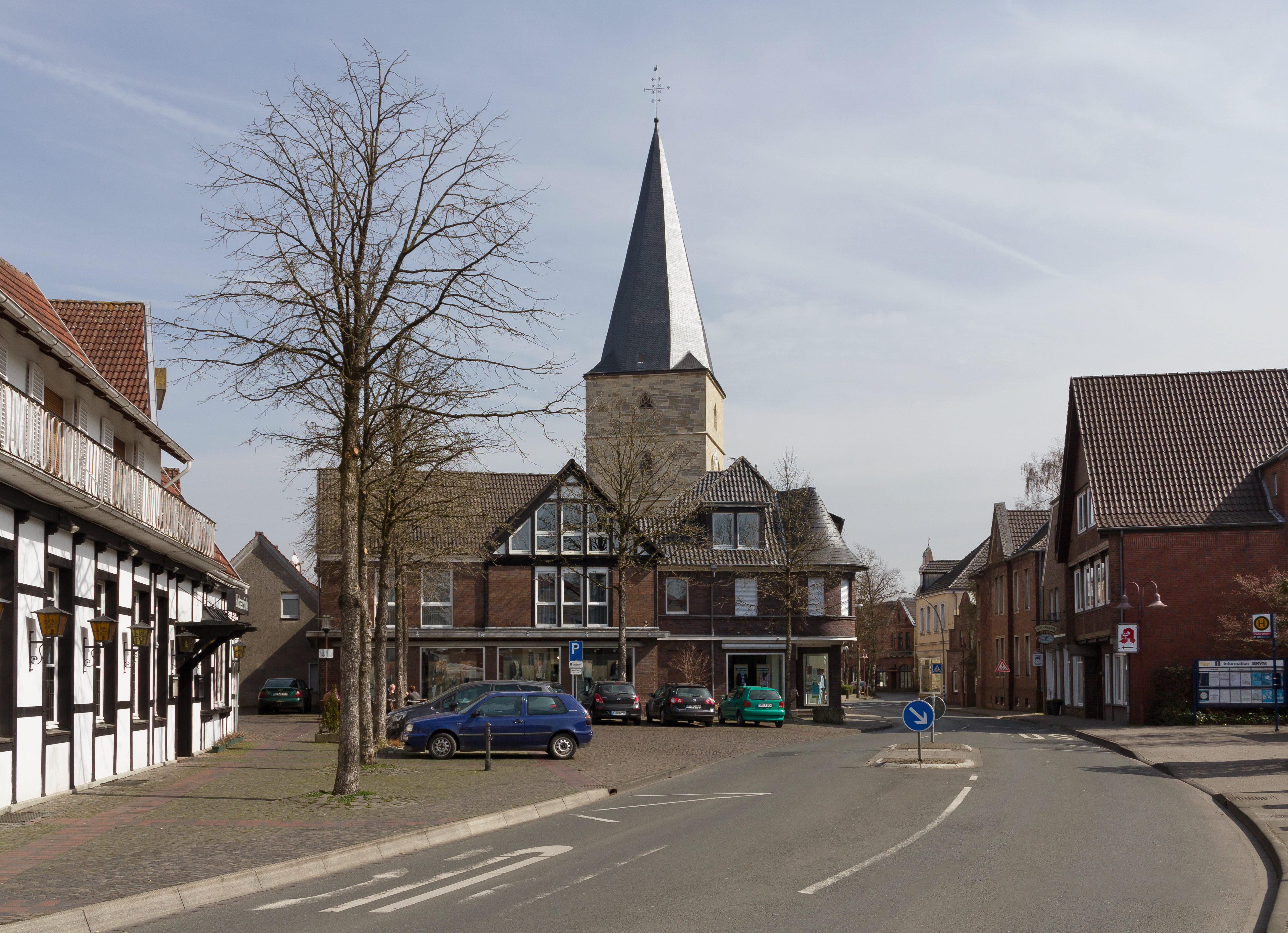
Sankt-Bartholomäus-Kirche

- Kappwindmühle: sie wird heutzutage nur noch zu Wohnzwecken genutzt. Zu besonderen Anlässen können die Windmühlenflügel elektrisch betrieben werden. Zusammen mit dem historischen Rathaus, dem Rathausteich und dem ihn umgebenden Park ergibt sich hier ein reizvolles Ensemble. Die Windmühle liegt am Rathaus des Ortes
- spätgotische Bartholomäuskirche im Kernort
- St. Marien (Holthausen)

### Naturdenkmäler
Der Heidenbaum, eine über 500 Jahre alte Gerichtslinde, liegt nahe dem Ortsausgang an der Darfelderstraße. Unterhalb der Linde befindet sich das „Heidenkrues“, ein aus hellgrauem Baumberger Sandstein gehauenes Kreuz auf einem hohen Bruchsteinsockel, der auf einem gemauerten Fundament steht. Das Heidenkreuz soll an die Christianisierung erinnern, die der Sage nach mit den beiden heiligen Ewalden in Zusammenhang gebracht wird. Ursprünglich wurde der Hügel als Gerichts- und Begräbnisplatz genutzt. Später stand unter dem Heidenbaum wahrscheinlich der Hauptstuhl der Freigrafschaft Laer, „thor Lair thon synen Lynden“. Durch einen starken Sturm im Jahr 1990 wurde die gesamte Baumkrone der Linde zerstört, sodass der Heidenbaum heute nur noch eine Baumruine darstellt.

### Kulturdenkmäler
Im Westen von Laer befinden sich in einem Waldgebiet (genannt Borg) die Reste einer der bedeutendsten Wallburgen im nordwestdeutschen Raum, die Oldenborg (Oldenburg). Die Wehranlage wurde im 5. Jahrhundert gegründet und um 1050 aus unbekannten Gründen aufgegeben. 1189 wurde sie zum ersten Mal als „Alte Burg“ schriftlich erwähnt. Unterlagen sind nicht erhalten. In den Jahren 1956/57 wurden durch die Altertumskommission für Westfalen die Grundlagen zu dem Erhalt der alten Wallburg als Kulturdenkmal gelegt. Sie sollte zur Gewinnung von Weideland eingeebnet werden.

### Sport
Am 18. Oktober 1908 fand die Gründung des „Turn- und Sportverein Laer 08“ statt. Das 100-jährige Jubiläum wurde im Jahr 2008 begleitet von diversen Aktionen gefeiert.
Mittlerweile ist der TuS Laer 08 e. V. mit rund 1250 Mitgliedern (Stand: Frühjahr 2009) der größte Verein in der Gemeinde. Es werden in sieben Fachschaften Möglichkeiten zur sportlichen Entfaltung in den Sportarten Badminton, Fußball, Laufen, Taekwondo, Tischtennis, Turnen und Volleyball geboten.

## Wirtschaft und Infrastruktur

### Bildung
In Laer sind zwei Kindergärten, drei Kindertagesstätten und eine Grundschule (Werner-Rolevinck-Grundschule) angesiedelt. Der Ortsteil Holthausen verfügt über einen weiteren Kindergarten. Außerdem bestehen Kursangebote der Musikschule „Musik Aktiv“, der Musikschule Steinfurt sowie der Volkshochschule Steinfurt.

### Verkehr
Laer wird von den Landstraßen 550, 555 und 579, sowie von den Kreisstraßen 72 und 75 durchzogen. Die Entfernung zur Anschlussstelle Münster-Nord der BAB 1 beträgt etwa 16 km, zur Anschlussstelle Coesfeld/Gescher der Bundesautobahn 31 etwa 29 km.

Die SchnellBus-Linie S70 (Vreden–Ahaus–Laer–Münster) verkehrt im Stunden- bzw. Halbstundentakt.

Die nächsten Bahnhöfe befinden sich in Altenberge und Steinfurt (Bahnstrecke Münster–Gronau).

## Persönlichkeiten
- Werner Rolevinck (1425–1502), Kartäusermönch, berühmt insbesondere durch seinen Geschichtsabriss „Fasciculum Temporum“
- Bernhard Holtmann (1873–1947), plattdeutscher Autor
- Winfried Pielow (1924–2018), deutscher Literaturwissenschaftler, Schriftsteller und Hörspielautor
- Erich Robert Sorge (1933–2002), Organist und Komponist, gründete gemeinsam mit Heinrich Fischer den Laerer Madrigalchor und war Initiator und langjähriger Leiter der Laerer Pfingstkonzerte. Lebte bis zu seinem Tod in Laer und ist dort begraben.